# Jambiya vanharteni
Jambiya vanharteni is een vliesvleugelig insect uit de familie Perilampidae. De wetenschappelijke naam is voor het eerst geldig gepubliceerd in 2007 door Heraty & Darling.